# Chailly-en-Brie
Chailly-en-Brie és un municipi francès, situat al departament del Sena i Marne i a la regió d'Illa de França. L'any 2007 tenia 1.344 habitants.
Forma part del cantó de Coulommiers, del districte de Meaux i de la Comunitat de comunes del Pays de Coulommiers.

## Demografia

### Població
El 2007 la població de fet de Chailly-en-Brie era de 1.344 persones. Hi havia 454 famílies, de les quals 92 eren unipersonals (32 homes vivint sols i 60 dones vivint soles), 139 parelles sense fills, 191 parelles amb fills i 32 famílies monoparentals amb fills.
La població ha evolucionat segons el següent gràfic:
Habitants censats

### Habitatges
El 2007 hi havia 537 habitatges, 460 eren l'habitatge principal de la família, 44 eren segones residències i 32 estaven desocupats. 478 eren cases i 47 eren apartaments. Dels 460 habitatges principals, 379 estaven ocupats pels seus propietaris, 70 estaven llogats i ocupats pels llogaters i 12 estaven cedits a títol gratuït; 7 tenien una cambra, 33 en tenien dues, 80 en tenien tres, 132 en tenien quatre i 209 en tenien cinc o més. 382 habitatges disposaven pel capbaix d'una plaça de pàrquing. A 187 habitatges hi havia un automòbil i a 248 n'hi havia dos o més.

### Piràmide de població
La piràmide de població per edats i sexe el 2009 era:
| Homes | Edats   | Dones |
| ----- | ------- | ----- |
| 0     | 95 o +  | 0     |
| 4     | 90 a 94 | 0     |
| 12    | 85 a 89 | 12    |
| 4     | 80 a 84 | 20    |
| 4     | 75 a 79 | 8     |
| 28    | 70 a 74 | 4     |
| 20    | 65 a 69 | 32    |
| 4     | 60 a 64 | 12    |
| 20    | 55 a 59 | 32    |
| 52    | 50 a 54 | 40    |
| 44    | 45 a 49 | 44    |
| 48    | 40 a 44 | 52    |
| 40    | 35 a 39 | 48    |
| 56    | 30 a 34 | 48    |
| 52    | 25 a 29 | 48    |
| 20    | 20 a 24 | 40    |
| 60    | 15 a 19 | 20    |
| 72    | 10 a 14 | 36    |
| 40    | 5 a 9   | 48    |
| 32    | 0 a 4   | 32    |

## Economia
El 2007 la població en edat de treballar era de 958 persones, 719 eren actives i 239 eren inactives. De les 719 persones actives 673 estaven ocupades (383 homes i 290 dones) i 46 estaven aturades (16 homes i 30 dones). De les 239 persones inactives 59 estaven jubilades, 116 estaven estudiant i 64 estaven classificades com a «altres inactius».

### Ingressos
El 2009 a Chailly-en-Brie hi havia 493 unitats fiscals que integraven 1.327,5 persones, la mediana anual d'ingressos fiscals per persona era de 21.505 €.

### Activitats econòmiques
Dels 46 establiments que hi havia el 2007, 1 era d'una empresa extractiva, 1 d'una empresa alimentària, 1 d'una empresa de fabricació de material elèctric, 2 d'empreses de fabricació d'altres productes industrials, 13 d'empreses de construcció, 7 d'empreses de comerç i reparació d'automòbils, 3 d'empreses de transport, 5 d'empreses d'hostatgeria i restauració, 1 d'una empresa financera, 1 d'una empresa immobiliària, 4 d'empreses de serveis, 4 d'entitats de l'administració pública i 3 d'empreses classificades com a «altres activitats de serveis».
Dels 17 establiments de servei als particulars que hi havia el 2009, 1 era un taller de reparació d'automòbils i de material agrícola, 5 paletes, 2 guixaires pintors, 2 fusteries, 2 lampisteries, 1 perruqueria, 3 restaurants i 1 agència immobiliària.
L'únic establiment comercial que hi havia el 2009 era una botiga d'equipament de la llar.
L'any 2000 a Chailly-en-Brie hi havia 14 explotacions agrícoles.

## Equipaments sanitaris i escolars
El 2009 hi havia una escola elemental.

## Poblacions més properes
El següent diagrama mostra les poblacions més properes.